# Белёво (Хмельницкая область)
Белёво (укр. Білеве) — село в Шепетовском районе Хмельницкой области Украины.
Население по переписи 2001 года составляло 652 человека. Почтовый индекс — 30352. Телефонный код — 3852. Занимает площадь 2,188 км². Код КОАТУУ — 6822180401.

## Местный совет
30352, Хмельницкая обл., Изяславский р-н, с. Белево, ул. Ленина, 2